# Charles Pinot Duclos
Pour les articles homonymes, voir Pinot et Duclos.
Charles Pinot Duclos né à Dinan, le 12 février 1704 et mort à Paris le 26 mars 1772, est un écrivain et historien français.

## Biographie

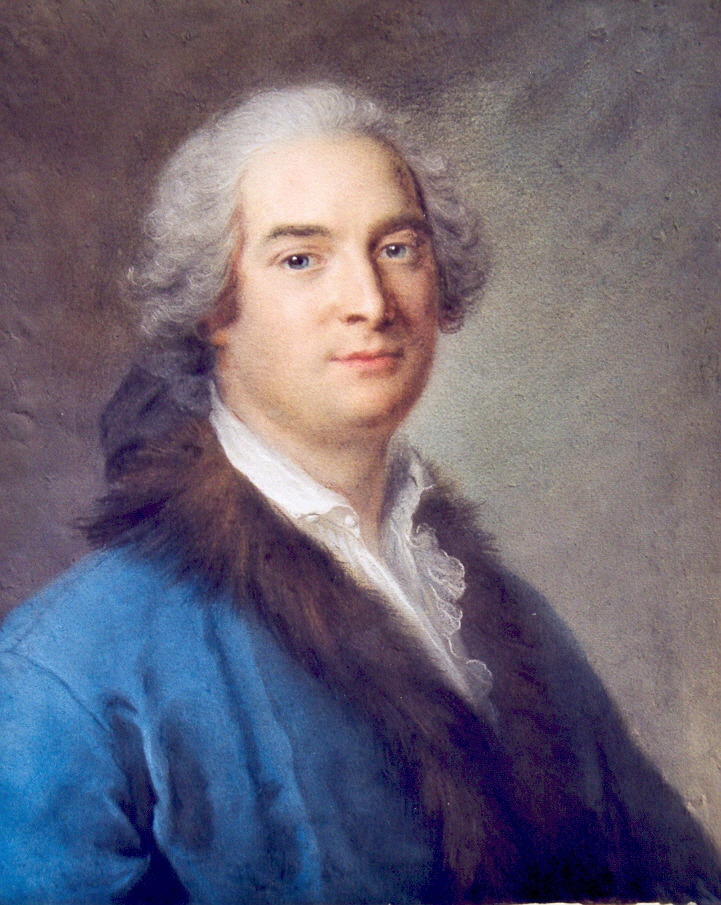
Charles Pinot Duclos par Jean-Marc Nattier, milieu du XVIIIe siècle, pastel, coll. musée de Dinan.

Fils d’un riche chapelier de Dinan, Duclos est destiné à reprendre les affaires de son père mais c’est un enfant doué d’une vive intelligence et d’une grande mémoire et sa mère, devenue veuve, décide de l’envoyer achever ses études à Paris. Il suit d’abord les cours de l’académie que tenait, rue de Charonne, l’abbé de Dangeau, puis du collège d'Harcourt où il entreprend l’étude du droit en vue de devenir avocat. Mais il se laisse aller à la dissipation, s’appliquant surtout à l’étude des armes, avant de décider de se consacrer aux lettres. Il fréquente le café Procope et le café Gradot, où l’on ne tarde pas à le remarquer pour l’agrément et le piquant de sa conversation.
C’était, dit Jean-Jacques Rousseau, « un homme droit et adroit ». « Il faisait profession, écrit La Harpe, d’une franchise brusque qui ne déplaisait point […] Soit habitude, soit dessein, il gardait ce ton même dans la louange et l’on peut juger qu’elle n’y perdait pas. Il avait d’ailleurs un fonds de droiture qui le rendait incapable de plier son opinion ni sa liberté à aucun intérêt ni aucune politique ; et cependant ce ne fut point un obstacle à son avancement, parce qu’il n’offensa jamais l’amour-propre des gens de lettres, et qu’il sut intéresser en sa faveur celui des gens en place. » Duclos avait beaucoup d’esprit et une grande liberté de parole ; on cite de lui nombre de mots heureux.
Il fait ses débuts littéraires dans les recueils de facéties publiés par les gens de lettres de la société du comte de Caylus sous des titres tels que Étrennes de la saint Jean, Recueil de ces Messieurs, Les Manteaux, Les Écosseuses ou les Œufs de Pâques.

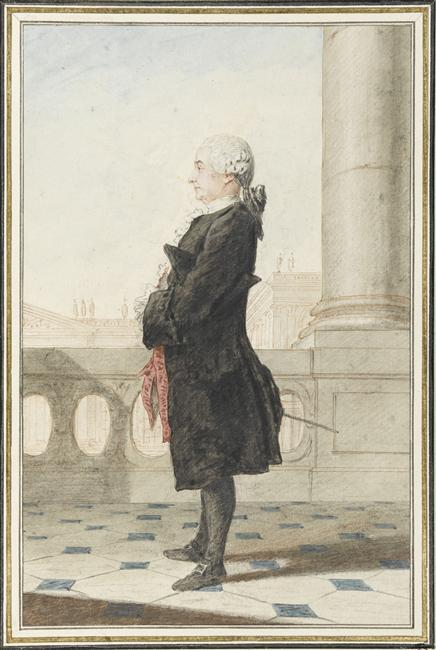
Charles Pinot Duclos. Par Carmontelle. Chantilly, musée Condé.

Protégé de Madame de Pompadour et de Madame de Tencin, très répandu dans tous les salons philosophiques et les cafés littéraires, membre de la société du Caveau, il est nommé à l’Académie des inscriptions et belles-lettres en 1739 sans que rien le justifie. Les citoyens de Dinan le nomment maire de leur ville en 1744 et, en cette qualité, il participe aux États de Bretagne. Lorsque ceux-ci sont requis par le Roi, en 1755, Duclos reçoit des lettres d’anoblissement.
Le 26 janvier 1747, il est reçu à l’Académie française alors qu’il n’a composé que trois romans (libertins), un ballet et un essai historique, l'Histoire de Louis XI (1745). En 1750, il remplace comme historiographe de France Voltaire, qui partait pour la Prusse.
Il publie ensuite en 1751 les Considérations sur les Mœurs, dont Louis XV disait : « C’est l’ouvrage d’un honnête homme ». Les Mémoires pour servir à l’histoire des mœurs du XVIIIe siècle, qu’il publie peu après, sont comme le complément des Considérations. Profitant des avantages de sa position d’historiographe, il rédige des Mémoires secrets des règnes de Louis XIV de Louis XV, qui ne paraissent qu’après sa mort.
Duclos devient en 1755 secrétaire perpétuel de l'Académie française. Dans cette fonction, il se montre très actif et rend de nombreux services à cette compagnie, prenant une grande part à l’édition de 1762 du Dictionnaire, dont il écrit la préface, et faisant substituer aux lieux communs de morale qui formaient les sujets du prix d’éloquence des éloges des grands hommes (1755). Il s’oppose aux candidatures de grands seigneurs lorsque les postulants ne justifient pas de titres littéraires suffisants, et soutient la dignité de l’Académie chaque fois qu’il en a l’occasion, faisant preuve d’une grande fermeté lors de l’élection du comte de Clermont, obtenant qu’il renonce au titre de « Monseigneur », et du maréchal de Belle-Isle, l’amenant à se soumettre à l’obligation des visites.
À l'Académie, il soutient généralement le parti des Philosophes, mais sans en faire partie car les excès de ses membres l’irritent : « Les grands raisonneurs et les sous-petits raisonneurs de notre siècle, disait-il, en feront et en diront tant qu’ils finiront par m’envoyer à confesse. » Ses relations avec Voltaire sont froides et leur correspondance n’est qu’académique et de politesse. Il n’a pas de relations avec Diderot, dont on lui reproche d’avoir fait échouer la candidature à l’Académie. Il se brouille avec D'Alembert et les deux hommes ne se réconcilient jamais entièrement. Il fournit cependant des articles de critique artistique et d'histoire à l'Encyclopédie. Généralement, son caractère autoritaire rend ses relations souvent difficiles avec ses collègues.
En 1763, Duclos reçoit la recommandation pressante de quitter la France après qu’il a pris le parti de son ami et compatriote La Chalotais contre le duc d’Aiguillon. Il voyage en Angleterre (1763). En 1766, ayant trop vivement critiqué la condamnation de La Chalotais, il doit faire un voyage en Italie et écrit à son retour ses Considérations sur l’Italie, qui ne sont publiées qu’après la Révolution. Il meurt en 1772.

## Œuvres
L’œuvre la plus célèbre de Duclos est les Considérations sur les mœurs de ce siècle (1751), qui connut un vif succès et fut traduite en anglais et en allemand et souvent rééditée. Elle est écrite avec un style précis, piquant, clair parfois jusqu’à la sécheresse. La peinture des modes et de l’esprit du temps est assez peu vivante. L’auteur disait d’ailleurs avec justesse : 

« Je ne regarde pas tout, mais ce que je regarde, je le vois bien ; je n’ai point de coloris, mais je serai lu. »

Dans cet ouvrage, l’auteur ne parle guère des femmes. Aussi en fit-il le sujet principal d’un autre livre, les Mémoires pour servir à l’histoire des mœurs du XVIIIe siècle (1751), très inférieur en style au précédent.
- Histoire de la baronne de Luz, anecdote du règne de Henri IV, 1741 : récit des aventures d’une femme qui succombe toujours et n’a jamais tort[1].
- Histoire de Mme de Luz, 1740
- Confessions du comte de ***, 1741. Il dresse la liste de ses conquêtes et lui oppose sa découverte d’un sentiment profond avec Mme de Selve. Roman qui eut un très grand succès ; manquant d’intrigue, c’est avant tout une suite de portraits.
- Les Caractères de la Folie, ballet en 3 actes, 1743
- Acajou et Zirphile, 1744 : roman féerique, composé à la suite d’un pari pour accompagner des estampes déjà dessinées par François Boucher pour un autre texte, qu'il avait apporté à la Société du Caveau dont Charles Pinot Duclos faisait partie avec lui.
- Histoire de Louis XI, 1745 : malgré le style sec et souvent épigrammatique, cet essai montre un effort d’impartialité et s’appuie sur des recherches sérieuses. Cet ouvrage lui ouvrit l’Académie française (1748) et lui conféra la charge d’historiographe de France.
- Considérations sur les mœurs de ce siècle, 1751, frontispice de Jean-Baptiste Delafosse d'après Hubert-François Gravelot
- Mémoires pour servir à l’histoire des mœurs du XVIIIe siècle, 1751
- Remarques sur la grammaire générale et raisonnée de Port-Royal 1754 : dans cet ouvrage, où Duclos montre une grande connaissance de la grammaire, il préconise une réforme de l’orthographe plus conforme à la logique et à la prononciation.
- Considérations sur l’Italie, 1791 : ouvrage de morale et de philosophie politique
- Mémoires secrets sur le règne de Louis XIV, la régence et le règne de Louis XV, 1791 : cet ouvrage a perdu l’essentiel de son intérêt depuis la publication des Mémoires de Saint-Simon, dont Duclos avait eu en mains le manuscrit et dont il s’était largement inspiré.

Ses œuvres ont été republiées en 1806, 10 vol. in-8o, et en 1820, 9 vol. in-8o, et 3 vol. gr. in-8o, avec une Notice par Mathieu Guillaume Thérèse Villenave.

## Pour approfondir